# Aeroporto di Laoag
L'aeroporto di Laoag (tagallo: Paliparang Pandaigdig ng Laoag, ilocano: Sangalubong a Pagtayaban ti Laoag) (IATA: LAO, ICAO: RPLI) è un aeroporto filippino situato nella parte settentrionale dell'isola di Ilocos, nella provincia di Ilocos del Norte, nell'estrema parte nord del Paese. La struttura è dotata di una pista di asfalto e cemento lunga 2420 m, l'altitudine è di 8 m, l'orientamento della pista è RWY 01-19. L'aeroporto è di ingresso e aperto al traffico commerciale internazionale.
L'aeroporto è il più settentrionale delle Filippine e, grazie alla sua posizione, è meta preferita dei voli charter in arrivo dalla vicina Cina.